# Sylwia Nowak (botanik)
Sylwia Nowak (ur. 22 marca 1971 w Opolu) – polska botanik, doktor habilitowany nauk biologicznych, związana z Uniwersytetem Opolskim.

## Życiorys
W 1995 ukończyła studia z zakresu ochrony środowiska na Uniwersytecie Opolskim. W 2005 obroniła na Uniwersytecie Wrocławskim pracę doktorską z biologii Zróżnicowanie agrofitocenoz siedlisk zasadowych i kwaśnych obszaru występowania wychodni węglanowych na Śląsku Opolskim napisaną pod kierunkiem Jadwigi Anioł-Kwiatkowskiej. Stopień doktora habilitowanego nauk biologicznych uzyskała na Uniwersytecie Opolskim w 2014 na podstawie pracy Zróżnicowanie syntaksonomiczne, uwarunkowania siedliskowe, chorologia i endemizm zbiorowisk segetalnych Tadżykistanu.
Pracuje na Uniwersytecie Opolskim, w Instytucie Biologii, na stanowisku profesora uczelni. Zajmuje się geobotaniką, bada florę i zbiorowiska roślinne Azji Środkowej, m.in. Tadżykistanie, Kirgistanie i Uzbekistanie.
Jej mężem jest botanik Arkadiusz Nowak. Razem z nim oraz Marcinem Nobisem otrzymała w 2016 Medal im. Władysława Szafera.